# Kościół Świętych Apostołów Piotra i Pawła w Bytnicy
Kościół pw. Świętych Apostołów Piotra i Pawła – rzymskokatolicki kościół parafialny należący do parafii pod tym samym wezwaniem dekanat Krosno Odrzańskie diecezji zielonogórsko-gorzowskiej).

## Architektura

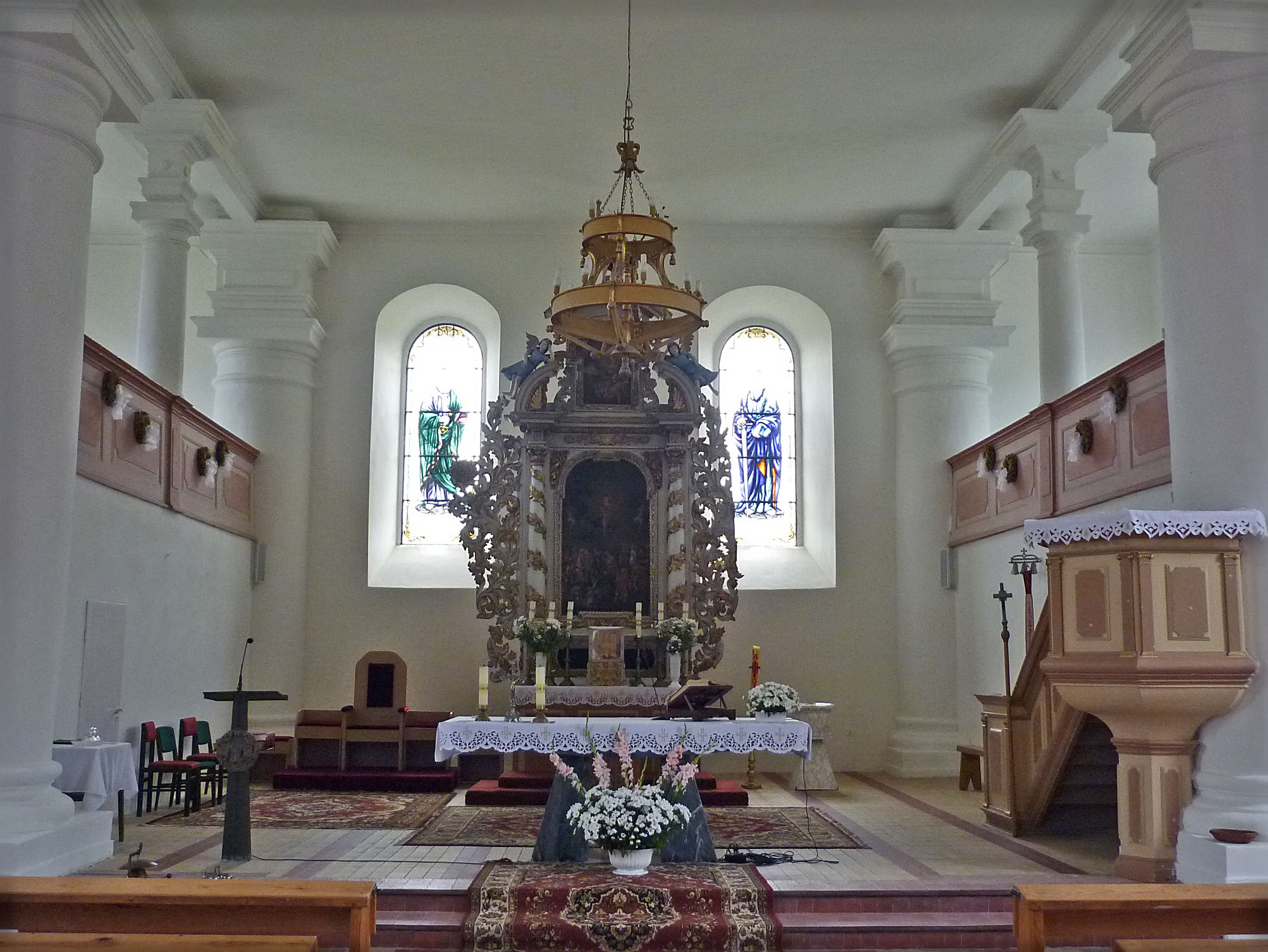
Wnętrze świątyni

Jest to świątynia wzniesiona w latach 1745–1750 jako zbór ewangelicki. Wyposażenie kościoła reprezentuje styl barokowy. W latach 60. XX wieku zostały częściowo usunięte boczne empory. W środkowej części dachu znajduje się wieża w stylu klasycystycznym, natomiast przed głównym wejściem do świątyni jest umieszczony krużganek w stylu barokowym. Budowla została poświęcona w 1948 roku.
W prezbiterium znajduje się ołtarz reprezentujący styl barokowy i składający się z predelli. Posiada bogatą ażurową dekorację rzeźbiarską o motywach roślinnych i zwieńczają go olejne obrazy przedstawiające: Ostatnią Wieczerzę oraz Zmartwychwstanie.